# YNW Melly
James Demons, més conegut com a YNW Melly, és un raper estatunidenc que va néixer l'1 de maig de 1999 a Gifford, Florida. És conegut per les seves cançons arreu del món i forma part del grup YNW. Des de 2019 per conseqüència dels incidents del 26 d'octubre de 2018, va ser detingut acusat de doble homicidi en 1r grau. Actualment està en espera de sentència, però L'abril de 2021 l'estat de Florida va anunciar que si Melly era declarat culpable, demanarien la pena de mort.

## Origen
James, es va nombrar YNW Melly, les inicials YNW volen dir "Young Nigga World" argot d'alguns rapers. Va néixer en un barri pobre de Gifford. La seva mare el va tenir amb 14 anys, amb un part de nové grau. Ella va lluitar per pagar les necessitats bàsiques. Mai va conèixer el seu pare, encara que hi han algunes teories. Es va unir a la banda de "Bloods" (banda criminal) a una edat jove. Als 15 va publicar algunes cançons a SoundCloud. Després, el 2017 va treure la seva 1ª cançó professional 772 Love. Des de llavors, com a cantant, s'ha dedicat a la música.

## Música
Els seus estils principals són el Rap i el Hip Hop, ha produït diverses cançons, algunes el van fer rellevant en el gènere i arribar a llistes de reproducció molt altes com: Murder On My Mind, Suicidal, 772 Love, Mind of Melvin o Mama Cry. Respecte les seves col·laboracions, Demons va gravar el seu segon mixtape comercial "We all Shine", que consta de 16 pistes. El projecte mostra les col·laboracions de Kanye West i Fredo Bang.

## Polèmica
Avui en dia és majorment conegut per les polèmiques i conflictes que giren al seu voltant. Melly va ser arrestat el 2019 per uns successos que van esdevenir-se el 2018. El raper va ser acusat i actualment està en espera de condemna per l'estat de Florida per doble homicidi en 1r grau. Havia estat detingut abans per possessió d'armes, drogues i disparar amb una arma de foc a un grup d'estudiants (2015). També està essent investigada la possibilitat que hagués assassinat a un ajudant adjunt d'agent de policia.

## Assassinat
Va assassinar de manera premeditada dos amics també del YNW. El jove raper va intentar simular un tiroteig com si es tractés d'un conflicte entre bandes. Una de les característiques més insòlites d'aquest fet, és que el 2019 el cantant va publicar un dels seus més grans èxits: "Murder on My Mind". En essència, la cançó narrava l'assassinat que tenia al cap i que va cometre amb detall, tot i que estava sent investigat. La cançó inclou frases tan inquietants com "he just caught me by surprise. I reloaded my pistol, cocked it back, and shoot him twice". La fiscalia de Florida va demanar la pena capital. Es creu que té tendències bipolars greus i va confessar que amagava fins a sis personalitats diferents.